# Saint-Pierre-de-Frugie
 Saint-Pierre-de-Frugie  (en occitano Sent Peir de Frègia) es una población y comuna francesa, situada en la región de Aquitania, departamento de Dordoña, en el distrito de Nontron y cantón de Jumilhac-le-Grand.

## Demografía
| 679 | 584 | 516 | 487 | 413 | 373 |
| Para los censos de 1962 a 1999 la población legal corresponde a la población sin duplicidades (Fuente: INSEE [Consultar]) |     |     |     |     |     |